# Jerry Murad
Jerry Murad (* 1. Dezember 1918 als Jerry Muradian in Konstantinopel; † 11. Mai 1996 in Liberty, Ohio) war ein US-amerikanischer Mundharmonikaspieler.

## Leben und Wirken
Murad, Sohn armenischer Eltern, gehörte Anfang der 1940er-Jahre den Harmonica Rascals von Borrah Minevitch an. 1944 verließ er mit Al Fiore die Gruppe, um mit Don Les die Harmonicats zu gründen, die die mit Abstand erfolgreichste Mundharmonikagruppe in den USA wurde. Der Titel Peg o’ My Heart wurde im Jahr 1947 ein Tophit. Die Harmonicats veröffentlichten im Lauf der Jahre mehr als zwanzig Alben bei den Labels Columbia und Mercury.
Daneben trat er mit Richard Haymans Orchester im Duo mit Al Fiore auf und veröffentlichte im eigenen Label eine Reihe von Alben zu Lehrbüchern für das Mundharmonikaspiel.
| Personendaten    | Personendaten                          |
| ---------------- | -------------------------------------- |
| NAME             | Murad, Jerry                           |
| ALTERNATIVNAMEN  | Muradian, Jerry (Geburtsname)          |
| KURZBESCHREIBUNG | US-amerikanischer Mundharmonikaspieler |
| GEBURTSDATUM     | 1. Dezember 1918                       |
| GEBURTSORT       | Istanbul                               |
| STERBEDATUM      | 11. Mai 1996                           |
| STERBEORT        | Liberty, Ohio                          |